# Паширов, Валентин Дмитриевич
Валентин Дмитриевич Паши́ров (6 августа 1924 года — 6 ноября  1943 года) — командир взвода 74-го танкового полка 71-й механизированной бригады 9-го механизированного корпуса 3-й гвардейской танковой армии 1-го Украинского фронта, лейтенант, Герой Советского Союза.

## Биография
Родился 6 августа 1924 года в селе Кушнаренково ныне Кушнаренковского района Башкирии в семье служащего. Русский. Окончил 9 классов школы.
В Красную Армию призван в 1941 году Кушнаренковским райвоенкоматом Башкирской АССР. Окончил Казанское танковое училище. В действующей армии с 1943 года. Отличился в бою за село Хотов Киевско-Святошинского района Киевской области 6 ноября 1943 года. В этом бою он погиб. 
Похоронен в селе Хотов
Из наградного листа:

«Командир взвода танков „МК-9“ 74-го танкового полка (71-я механизированная бригада, 9-й механизированный корпус, 3-я гвардейская танковая армия, 1-й Украинский фронт) комсомолец лейтенант Паширов В. Д. в боях за село Хотов Киевско-Святошинского района Киевской области 6 ноября 1943 года, преследуя отступающего противника, уничтожил свыше взвода гитлеровцев, десять автомашин, десять огневых точек, два танка. Его танк был подбит, но мужественный офицер, превратив его в неприступную огневую точку, ещё пять часов продолжал вести бой, в котором погиб».

Указом Президиума Верховного Совета СССР «О присвоении звания Героя Советского Союза генералам, офицерскому, сержантскому и рядовому составу Красной Армии» от 10 января 1944 года за «образцовое выполнение боевых заданий командования на фронте борьбы с немецко-фашистскими захватчиками и проявленные при этом отвагу и геройство» удостоен посмертно звания Героя Советского Союза.

## Память
- В селе Кушнаренково имя Героя Советского Союза В. Д. Паширова носят улица и средняя школа № 1, перед которой ему установлен памятник.
- В селе Хотов Киевско-Святошинского района Киевской области, где покоится прах Героя, его именем названа площадь.

## Награды
- Медаль «Золотая Звезда» Героя Советского Союза (10.01.1944)[3][4].
- Орден Ленина (10.01.1944).
- Орден Красной Звезды (1943).
- Медаль «За отвагу» (10.10.1943)[6].